# 샤를로테 크리스티네 폰 브라운슈바이크볼펜뷔텔 공녀
샤를로테 크리스티네 폰 브라운슈바이크볼펜뷔텔 공녀(독일어: Charlotte Christine von Braunschweig-Wolfenbüttel, 1694년 8월 28일 ~ 1715년 11월 2일)는 러시아 제국의 알렉세이 페트로비치 황태자의 황태자비이다.

## 생애
독일 볼펜뷔텔에서 루트비히 루돌프 폰 브라운슈바이크볼펜뷔텔 공작과 크리스티네 루이제 폰 외팅겐외팅겐 공녀 부부 사이에서 태어난 3명의 딸 가운데 둘째 딸로 태어났다. 그의 언니인 엘리자베트 크리스티네 폰 브라운슈바이크볼펜뷔텔 공녀는 신성 로마 제국의 황제인 카를 6세의 황후이다.
샤를로테 크리스티네는 1711년 10월 25일에 독일 토르가우에서 러시아 제국의 알렉세이 페트로비치 황태자와 결혼했다. 샤를로테 크리스티네는 루터교 신앙을 유지하는 대신에 태어나는 자녀들은 러시아 정교 신도로 키운다는 조건을 승인했다. 샤를로테 크리스티네는 슬하에 1남 1녀를 두었으나 1715년 11월 2일에 러시아 상트페테르부르크에서 출산 후유증으로 인해 병사했다. 공교롭게도 샤를로테 크리스티네의 남편인 알렉세이 페트로비치와 자녀들도 요절했다.

## 자녀
| 사진 | 이름                         | 생일             | 사망                   | 기타              |
| ---- | ---------------------------- | ---------------- | ---------------------- | ----------------- |
|      | 나탈리야 알렉세예브나 여대공 | 1714년 7월 21일  | 1728년 11월 21일(14세) | 요절              |
|      | 표트르 2세                   | 1715년 10월 23일 | 1730년 1월 30일(14세)  | 차르위 계승, 요절 |